# Rhodophiala splendens
Rhodophiala splendens là một loài thực vật có hoa trong họ Amaryllidaceae. Loài này được (Renjifo) Traub miêu tả khoa học đầu tiên năm 1953.